# Jacques Vandenhaute
Jacques Vandenhaute (Etterbeek, 3 september 1931 – Sint-Pieters-Woluwe, 27 december 2014) was een Belgisch politicus van de PRL en vervolgens de MR.

## Levensloop
Na hogere studies in de handel in Lausanne werd Vandenhaute bedrijfsleider van een toeristisch bedrijf.
Vandenhaute werd politiek actief voor de liberalen en was achtereenvolgens lid van de PLP, de dissidente Brusselse liberalen van PLDP/PL, de PRL en de MR. In 1970 werd hij verkozen tot gemeenteraadslid van Sint-Pieters-Woluwe. Van 1970 tot 1982 was hij er schepen en vervolgens was hij er van 1983 tot 2007 burgemeester. Ook in de nationale politiek was Vandenhaute actief. Van 1981 tot 1995 zetelde hij in de Belgische Senaat en daarna van 1995 tot 1999 in de Kamer van volksvertegenwoordigers. Tevens zetelde hij van 1985 tot 1995 in de Raad van de Franse Gemeenschap en van 1989 tot 1991 in de Raad van het Brussels Hoofdstedelijk Gewest. In de Brussels Hoofdstedelijke Raad was hij ondervoorzitter, in de Raad van de Franse Gemeenschap secretaris en eerste ondervoorzitter en in de Kamer van volksvertegenwoordigers quaestor.
Omdat Vandenhaute bij de campagne voor de gemeenteraadsverkiezingen van 2006 dubbel zoveel had uitgegeven als toegestaan, stapten twee kandidaten op de PS-kieslijst van Sint-Pieters-Woluwe naar het gerecht. Het Gerechtelijk College besloot Vandenhaute te sanctioneren en hem uit het mandaat van zijn gemeenteraadslid te ontheffen. Hij mocht wel nog burgemeester blijven. Vandenhaute was het niet eens met deze beslissing en ging in beroep bij de Raad van State. Na een onderhoud met toenmalig minister-president van het Brussels Hoofdstedelijk Gewest Charles Picqué werd beslist dat Vandenhaute voorlopig geen burgemeester meer zou zijn tot een uitspraak van de Raad van State. Eerste schepen Willem Draps werd waarnemend burgemeester.
Na een klacht van gemeenteraadslid Emmanuel Degrez van de PS dat hij als voorzitter van een vzw die het zwembad van Sint-Pieters-Woluwe beheert niet-gerechtvaardigde uitgaven had gedaan, besloot de Raad van State het beroep van Vandenhaute te verwerpen. Ook verloor Vandenhaute zijn mandaat van burgemeester en werd hij afgezet als gemeenteraadslid. Als burgemeester werd hij opgevolgd door Willem Draps.
Omdat volgens Vandenhaute veel mensen hem als de burgemeester "naar hun hart" beschouwden, besloot hij in 2009 met een nieuwe lijst op te komen bij de gemeenteraadsverkiezingen van 2012. Uiteindelijk stond hij bij die verkiezingen op de vijfde plaats van de scheurlijst Gestion Communale die getrokken werd door Dominique Harmel. Hij werd verkozen tot gemeenteraadslid, maar besloot niet te zetelen.

## Eretekens
- Hij werd benoemd tot ridder in de Leopoldsorde.
- In 2008 werd hij tot ereburgemeester van Sint-Pieters-Woluwe benoemd.[9]